# Mängdteoretiska axiom
De mängdteoretiska axiomen är byggstenarna i de flesta mängdteorier och antas vara sanna. Till en början användes den naiva mängdteorin (även kallad mängdlära) som Cantor hade strukturerat, där mängder kunde skapas så länge de var "väldefinierade". Detta visade sig snart leda till paradoxer.
De mest kända är:
- Russells paradox som är den vanligaste och visade att "mängden av alla mängder som inte innehåller sig själva" inte finns. Paradoxen brukar gestaltas som; "En barberare i en by rakar alla män som inte rakar sig själva. Rakar barberaren sig själv?"
- Cantors paradox som visade att "mängden av alla mängder" inte finns.

Eftersom nästan all matematik hade börjat omdefinieras enligt mängdteorin var det viktigt med en paradoxfri teori. Den klassiska mängdläran formulerades om med hjälp av predikatlogik och detta ledde till att de mängdteoretiska axiomen började byggas upp i början av 1900-talet. 
Det finns många olika mängdteorier, en del tar hänsyn till urelement, andra är helt uppbyggda på mängder. Olika mängdteorier ger upphov till olika resultat om mängder. En sats kan till exempel vara sann i en teori, falsk i en annan och oavgörbar i en tredje.
Den vanligast använda teorin är ZFC som är en kombination byggd på teorier skapade av Ernst Zermelo, Adolf Fraenkel och Thoralf Skolem. New Foundation kallas en annan teori.

## Kort om ZFC
ZFC är en utveckling av Zermelo-Fraenkel-teorin fast med Urvalsaxiomet ("Axiom of Choice", därav C:et i ZFC) tillagt av Zermelo själv. Grunden till ZFC lades 1908 av Zermelo då han axiomiserade den föregående mängdläran. Fraenkel fann 1922 brister även i Zermelos teori, och hade även en lösning till problemet. Oberoende av Fraenkel fann Skolem samma lösning senare samma år och formulerade det i ett axiom kallat substitutionsaxiomet, och det är Skolems formulering som används idag. ZFC bygger på att allt kan skrivas som mängder där den minsta byggstenen är den tomma mängden, i denna teori existerar inga urelement.

## Några vanliga mängdteoretiska axiom
- Extensionalitetsaxiomet
- Tomma mängdens axiom
- Delmängdsaxiomet
- Unionaxiomet
- Potensmängdsaxiomet
- Infinitetsaxiomet
- Urvalsaxiomet
- Regularitetsaxiomet
- Substitutionsaxiomet